# Raine McCorquodale
Raine MacCorquodale, condessa de Chambrun (Mayfair, 9 de setembro de 1929 – Londres, 21 de outubro de 2016) foi uma socialite britânica e ex-política do Partido Conservador do Reino Unido, melhor conhecida por ter sido a madrasta de Diana, Princesa de Gales (1961-1997).

## Biografia
Raine em 1929, em Mayfair e era a única filha da famosa romancista Barbara Cartland e de seu primeiro marido, Alexander George "Sachie" MacCorquodale, um oficial da armada britânica e herdeiro de uma fortuna do ramo da tipografia. Raine tornou-se a Debutante do Ano em 1947. Ela tinha dois meio-irmãos, Ian e Glen, filhos de sua mãe com seu segundo marido, Hugh MacCorquodale, um primo de seu pai.

## Condessa de Dartmouth
Em 21 de julho de 1948, Raine MacCorquodale casou-se com Hon. Gerald Humphry Legge, então titulado como visconde Lewisham, que depois se tornou o 9º conde de Dartmouth.  Eles tiveram quatro filhos:
- William Legge, 10º conde de Dartmouth, nascido em 23 de setembro de 1949;
- Rupert Legge, nascido em 1º de janeiro de 1951;
- Charlotte Castello, nascida em 16 de julho de 1963, casada com Alessandro Paterno Castello, filho de Gaetano Paterno Castello, 12º duque de Carcaci.
- Henry Legge, nascido em 28 de dezembro de 1968

Durante seu primeiro casamento, ela serviu como membro do Partido Conservador do Conselho da Grande Londres, representando o subúrbio de Richmond-upon-Thames. Polêmica, ela logo se tornou uma figura familiar nas colunas de fofocas. Os Dartmouth divorciaram-se em algum momento antes de 1976.

## Condessa Spencer
Em 14 de julho de 1976, Raine, condessa de Dartmouth, casou-se secretamente com Edward John Spencer, 8º conde Spencer, em Caxton Hall, Londres. O relacionamento entre Raine e Edward começou em meados de 1969. Extremamente impopular com seus enteados, entre os quais estava a futura Princesa Diana, ela foi ridicularizada por eles e por outros membros da família e apelidada de "Raine Ácido". O tempo em que viveu na propriedade de campo da família, Althorp - um período no qual se assistiu uma profunda redecoração da casa e a venda de tesouros da família - foi chamado de "Terror de Raine".
O conde Spencer morreu em 1992, e, segundo o livro de Kitty Kelley The Royals, Diana e seu irmão Charles colocaram as roupas de sua madrasta em malas vagabundas e as jogaram escada a baixo. Eles também não deixaram Raine levar qualquer mobília da mansão, e Diana, em outra ocasião, teria empurrado Raine escada a baixo.

## Condessa de Chambrun
Raine, condessa Spencer, casou-se, no dia 8 de julho de 1993, com o conde francês Jean-François Pineton de Chambrun, um descendente do marquês de La Fayette e parente da família presidencial Roosevelt. Jean-François era anteriormente casado com a debutante estadunidense Josalee Douglas, cuja prima-irmã era Sharman Douglas, a reputada amante lésbica de Margarida, Condessa de Snowdon. Chambrun e Raine tiveram um relacionamento de trinta e três dias antes de se casarem. Em janeiro de 1995, o casal divorciou-se. Raine tentou reclamar seu antigo título (condessa Spencer), porém, como era uma viúva que se casou novamente, o título não pôde ser reivindicado. Contudo, a imprensa frequentemente se refere a ela como Raine, condessa Spencer, o que está incorreto.
Ela foi um membro da direção da Harrods, a loja de departamentos pertencente ao bilionário Mohamed Al-Fayed, pai de Dodi Al-Fayed, que morreu juntamente com a princesa Diana num acidente automobilístico em 31 de agosto de 1997, em Paris, França. Acredita-se que, antes de sua morte, a Princes Diana havia-se reconciliado com Raine e se tornado amiga dessa, enquanto que o relacionamento com sua mãe, Frances Shand Kydd, estava tenso.

## Morte
Raine morreuu em 21 de outubro de 2016, em Londres, aos 87 anos, após uma breve doença, mas um documentário de de 2019 afirma que Raine morreu depois de anos de luta contra o câncer. Ela foi sepultada no Cemitério de North Sheen, nos arredores de Londres.

## Títulos e estilos
- 1929-1948: Srta. Raine MacCorquodale
- 1947-1958: A Honorável Sra. Gerald Legge
- 1958-1962: Viscondessa Lewisham
- 1962-1976: A Muito Honorável a Condessa de Dartmouth
- 1976-1976: Raine, Condessa de Dartmouth
- 1976-1992: A Muito Honorável a Condessa Spencer
- 1992-1993: A Muito Honorável a Condessa Viúva Spencer
- 1993-1995: Condessa de Chambrun
- 1995-2016: Raine, Condessa Spencer